# Adrian Didovic
Adrian Didovic (* 21. Dezember 1994) ist ein ehemaliger deutscher Basketballspieler.

## Werdegang
Didovic begann im Alter von 14 Jahren mit dem Basketballsport. Er spielte in der Jugend der BG Illertal, von Ratiopharm Ulm und der Gießen 46ers. Im Februar 2013 kam der 2,06 Meter große Flügelspieler in Gießen zu seinem ersten von insgesamt neun Bundesliga-Einsätzen, die er alle während der Saison 2012/13 bestritt.
2014 wechselte er zu den Druff! Baskets Braunschweig in die 2. Bundesliga ProB und stand in der Saison 2015/16 im Bundesliga-Aufgebot der Basketball Löwen Braunschweig, kam aber für die Niedersachsen in der ersten Liga nicht zum Einsatz. Dank Zweitspielrecht sammelte er 2015/16 Einsatzzeit bei den Herzögen Wolfenbüttel (2. Bundesliga ProB), für die er in 24 Partien im Schnitt 5,3 Punkte erzielte. Während seiner Zeit in Niedersachsen war Didovic lange verletzt.
In seiner letzten Saison im leistungsbezogenen Basketballsport spielte er 2016/17 für die ScanPlus Baskets Elchingen in der 2. Bundesliga ProB und erreichte in 29 Einsätzen einen Mittelwert von 8,2 Punkten.